# 12.ª edición de los Premios Grammy
La 12.ª edición de los Premios Grammy se celebró el 11 de marzo de 1970 en Chicago, Los Ángeles, Nashville y Nueva York, en reconocimiento a los logros discográficos alcanzados por los artistas musicales durante el año anterior.

## Ganadores

### Generales
- Grabación del año
  - Bones Howe (productor) & The 5th Dimension (intérpretes) por "Aquarius/Let the Sunshine In"
- Álbum del año
  - James William Guercio (productor) & Blood, Sweat & Tears (intérpretes) por Blood, Sweat & Tears
- Canción del año
  - Joe South por "Games People Play"
- Mejor artista novel
  - Crosby, Stills & Nash

### Clásica
- Mejor interpretación clásica - Orquesta
  - Pierre Boulez (director) & Orquesta de Cleveland por Boulez Conducts Debussy, Vol. 2 Images pour orchestre
- Mejor interpretación vocal solista
  - Thomas Schippers (director), Leontyne Price & New Philharmonia por Barber: Two Scenes From "Antony and Cleopatra" / Knoxville, Summer of 1915
- Mejor grabación de ópera
  - Otto Gerdes (productor), Herbert von Karajan (director), Helga Dernesch, Thomas Stolze, Jess Thomas & Berlin Philharmonic Orchestra por Wagner: Siegfried
- Mejor interpretación coral (que no sea ópera)
  - Luciano Berio (director), Ward Swingle (director de coro), The Swingle Singers & Filarmónica de Nueva York por Berio: Sinfonía
- Mejor interpretación - Solista o solistas instrumentales (con o sin orquesta)
  - Walter Carlos por Switched-On Bach
- Mejor interpretación de música de cámara
  - Chicago Brass Ensemble, Cleveland Brass Ensemble & Philadelphia Brass Ensemble por Gabrieli: Antiphonal Music of Gabrieli
- Álbum del año - Clásica
  - Rachel Elkind (productor) & Walter Carlos por Switched-On Bach

### Comedia
- Mejor interpretación de comedia
  - Bill Cosby por Bill Cosby o Sports (Bill Cosby album).

### Composición y arreglos
- Mejor tema instrumental
  - John Barry (compositor) por Midnight Cowboy
- Mejor banda sonora original de película o especial de televisión
  - Burt Bacharach (compositor) por Butch Cassidy and the Sundance Kid
- Mejor arreglo instrumental
  - Henry Mancini (arreglista) por "Love Theme From Romeo and Juliet"
- Mejor arreglo de acompañamiento para vocalista(s)
  - Fred Lipsius (arreglista); Blood, Sweat & Tears (intérpretes) por "Spinning Wheel"

### Country
- Mejor interpretación vocal country, femenina
  - Tammy Wynette por "Stand By Your Man"
- Mejor interpretación vocal country, masculina
  - Johnny Cash por "A Boy Named Sue"
- Mejor interpretación country, duo o grupo - vocal o instrumental
  - Waylon Jennings & The Kimberlys por "MacArthur Park"
- Mejor interpretación instrumental country
  - The Nashville Brass & Danny Davis por The Nashville Brass Featuring Danny Davis Play More Nashville Sounds
- Mejor canción country
  - Shel Silverstein (compositor) & Johnny Cash (intérprete) por "A Boy Named Sue"

### Espectáculo musical
- Mejor álbum de espectáculo con reparto original
  - Burt Bacharach & Hal David (compositores), Henry Jerome & Phil Ramone (productores) & el reparto original (Jerry Orbach, Jill O'Hara, Edward Winter, Donna McKecknie, A .L. Hines, Marian Mercer & Paul Reed) por Promises, Promises

### Folk
- Mejor interpretación folk
  - Joni Mitchell por Clouds

### Gospel
- Mejor interpretación gospel
  - Porter Wagoner & The Blackwood Brothers por In Gospel Country
- Mejor interpretación gospel soul
  - Edwin Hawkins & Edwin Hawkins Singers por "Oh Happy Day"
- Mejor interpretación sagrada (no clásica)
  - Jake Hess por "Ain't That Beautiful Singing"

### Hablado
- Mejor grabación hablada
  - Art Linkletter & Diane Linkletter por We Love You Call Collect

### Infantil
- Mejor grabación para niños
  - Peter, Paul and Mary por Peter, Paul and Mommy

### Jazz
- Mejor interpretación jazz - grupo pequeño o solista con grupo pequeño (instrumental)
  - Wes Montgomery por Willow Weep for Me
- Mejor interpretación jazz - grupo grande o solista con grupo grande (instrumental)
  - Quincy Jones por Walking in Space